# Plaridel (Quezon)
Plaridel es un municipio de la provincia de Quezon, Filipinas. Según el censo 2000, este tiene una población de 9,501 personas. 

## Barangays
Plaridel está dividido en 9 barangays.
- Concepción
- Duhat
- Ilaya
- Ilosong
- Tanauan
- Central (Pob.)
- Paang Bundok (Pob.)
- Pampaaralan (Pob.)
- M. L. Tumagay Pob.